# Igor Borissowitsch Moskwin
Igor Borissowitsch Moskwin (russisch Игорь Борисович Москвин, englisch Igor Moskvin, * 30. August 1929 in Brjansk, Russische SFSR, Sowjetunion; † 10. November 2020) war ein sowjetischer Eiskunstläufer, der im Paarlauf startete, und ein sowjetischer und russischer Eiskunstlauftrainer.

## Leben
Moskwin wurde an der Seite von Maija Belenkaja 1952 bis 1954 sowjetischer Meister im Paarlauf. 1956 bestritt das Paar seine einzige Europameisterschaft und beendete sie auf dem elften Platz. Neben seiner Eiskunstlaufkarriere nahm er auch an Jachtrennen teil und gewann in den 1950er Jahren einige Regatten.
Nach seiner aktiven Wettkampfkarriere wurde Moskwin Trainer in Leningrad. Zu seinen Schülern gehörten Tamara Bratus, Larissa Selesnjowa und Oleg Makarow, Igor Bobrin, Juri Owtschinnikow und Wladimir Kotin.
Tamara Bratus wurde 1957 seine Schülerin und 1964 seine Ehefrau. Zusammen haben sie zwei Töchter, Olga und Anna.
Moskwin war der Fahnenträger der Sowjetunion bei den Olympischen Spielen 1964 in Innsbruck.
Er beendete nach der Einführung des neuen Bewertungssystems im Jahr 2004 seine Trainerlaufbahn.

## Ergebnisse

### Paarlauf
(mit Maija Belenkaja)
| Wettbewerb / Jahr           | 1950 | 1952 | 1953 | 1954 | 1955 | 1956 |
| --------------------------- | ---- | ---- | ---- | ---- | ---- | ---- |
| Europameisterschaften       |      |      |      |      |      | 11.  |
| Sowjetische Meisterschaften | 2.   | 1.   | 1.   | 1.   | 2.   | 2.   |

| Personendaten    | Personendaten                                                                |
| ---------------- | ---------------------------------------------------------------------------- |
| NAME             | Moskwin, Igor Borissowitsch                                                  |
| ALTERNATIVNAMEN  | Moskwin, Igor; Москвин, Игорь Борисович (russisch); Moskvin, Igor (englisch) |
| KURZBESCHREIBUNG | sowjetischer Eiskunstläufer, sowjetischer und russischer Eiskunstlauftrainer |
| GEBURTSDATUM     | 30. August 1929                                                              |
| GEBURTSORT       | Brjansk, Russische SFSR, Sowjetunion                                         |
| STERBEDATUM      | 10. November 2020                                                            |